# Ministerský pohár
Ministerský pohár, či pod původním názvem turnaj O pohár starosty města Čelákovic,  je jednodenní letní fotbalový turnaj, který se pořádá od roku 2003 (s výjimkou roku 2013) vždy na přelomu června a července v Čelákovicích na stadionu U Hájku. Turnaj slouží především k přípravě prvoligových týmů na novou sezónu. Od roku 2014, kdy nad turnajem přebralo záštitu MŠMT, se jedná o mezinárodní turnaj, povětšinou s účastí některého týmu ze slovenské nejvyšší soutěže. Historicky nejúspěšnějším týmem je SK Slavia Praha, která turnaj vyhrála pětkrát.

## Systém turnaje
Turnaj se skládá ze čtyř zápasů. Dopoledne se odehrají dvě semifinále. Poté se poražení semifinalisté se utkají o 3. místo a nakonec se vítězové semifinále utkají ve finále. Zvláštností turnaje je hrací doba, která je v semifinále a zápasu o třetí místo 2x 35 minut a ve finále 2x 40 minut. V případě nerozhodného výsledku se nehraje prodloužení, ale rozhodují ihned pokutové kopy.

## Historie

### O pohár starosty města Čelákovic

#### 1. ročník
První ročník turnaje se odehrál 5. července 2003 a zúčastnily se jej týmy FK Teplice, AC Sparta Praha B, SC Xaverov Horní Počernice a domácí SK Union Čelákovice. Jediným prvoligovým týmem tak byly Teplice, které také celý turnaj vyhrály, když ve finále porazily Spartu B 3:1. Předtím v semifinále porazily Teplice Čelákovice 4:2 a Sparta B přehrála Xaverov 3:0. Třetí místo získal Xaverov, když porazil 4:2 Čelákovice.

#### 2. ročník
Druhý ročník turnaje se odehrál 6. července 2004. Zúčastnily se jej týmy FK Teplice, AC Sparta Praha B, FK Mladá Boleslav a domácí SK Union Čelákovice. Kvalita turnaje se tak zvýšila, když druholigový Xaverov nahradil prvoligový nováček FK Mladá Boleslav. V semifinále nejprve Čelákovice překvapivě porazily Spartu B 3:1 a Teplice porazily Mladou Boleslav 1:0. Na třetím místě skončila Sparta B, když porazila Mladou Boleslav na penalty, v základní hrací době skončil zápas 2:2. Ve finále se utkal obhájce titulu FK Teplice s domácím týmem Čelákovic. Po remíze 2:2 také v tomto utkání rozhodovaly pokutové kopy, ve kterých uspěly Teplice a obhájily tak prvenství z minulého ročníku.

#### 3. ročník
Třetí ročník turnaje se odehrál 5. července 2005. Zúčastnily se jej týmy FK Teplice, FK Jablonec 97, FK Mladá Boleslav a domácí SK Union Čelákovice. Turnaje se tak poprvé zúčastnily tři prvoligové týmy. V prvním semifinále domácí Čelákovice podlehly Jablonci vysoko 0:6. Ve druhém semifinále porazila Mladá Boleslav Teplice 2:1. Třetí místo získaly Teplice, když porazily Čelákovice 3:0. Ve finále měl navrch turnajový nováček Jablonec, který Mladou Boleslav porazil 3:0.

#### 4. ročník
Čtvrtý ročník turnaje se odehrál 5. července 2006. Zúčastnily se jej týmy SK Slavia Praha, FK Jablonec 97, FK SIAD Most a domácí SK Union Čelákovice. V semifinále nejprve Slavia porazila Čelákovice 8:0 a Jablonec postoupil přes Most po výsledku 3:1. V zápase o třetí místo zvítězil Most 6:0 nad Čelákovicemi a ve finále rozhodl jedinou brankou Stanislav Vlček o vítězství Slavie nad Jabloncem.

#### 5. ročník
Pátý ročník turnaje se odehrál 5. července 2007. Zúčastnily se jej týmy SK Slavia Praha, 1. FC Brno, FK Mladá Boleslav a domácí SK Union Čelákovice. V semifinále se po roce opět utkala Slavia s Čelákovicemi a i tentokrát měl ligový tým navrch, když vyhrál 3:1. Ve druhém semifinále porazila Mladá Boleslav Brno 1:0. V souboji o třetí místo Brno jasně přehrálo Čelákovice 5:1. Finále rozhodl jediným gólem Zdeněk Šenkeřík, Slavia tak porazila Mladou Boleslav 1:0 a obhájila prvenství z předchozího roku.

#### 6. ročník
Třetí ročník turnaje se odehrál 5. července 2008. Zúčastnily se jej týmy SK Slavia Praha, FK Jablonec 97, FK Mladá Boleslav a 1. FC Brno. Poprvé tak chyběl domácí tým, což přispělo ke kvalitě turnaje, kterého se poprvé zúčastnily čtyři prvoligové týmy. V semifinále nejprve porazila Slavia Jablonec 2:0 a Mladá Boleslav přehrála Brno 3:0. V zápase o třetí místo porazilo Brno Jablonec 3:1. Ve finále porazila Mladá Boleslav Slavii 3:0 a připsala si první vítězství na turnaji.

#### 7. ročník
7. ročník turnaje se odehrál 4. července 2009. Zúčastnily se jej týmy SK Slavia Praha, FC Slovan Liberec, 1. FC Brno a FK Viktoria Žižkov. V úvodních semifinále porazila Slavia Žižkov 1:0 a Brno postoupilo přes Liberec po penaltovém rozstřelu, když v základní hrací době skončil zápas 0:0. Jelikož v základní hrací době skončil zápas 1:1, taktéž zápas o třetí místo tedy rozhodovaly penalty. V nich Liberec porazil Viktorii Žižkov. Ve finále pak jasně dominovala Slavia, když Brno porazila vysoko 5:1.

#### 8. ročník
Osmý ročník turnaje byl odehrán 4. července 2010 ve složení týmů SK Slavia Praha, FK Baumit Jablonec, FK Mladá Boleslav a FK Teplice. Oba semifinálové zápasy skončily shodným výsledkem 1:1 a proto jak zápas mezi Slavií a Mladou Boleslaví, tak mezi Jabloncem a Teplicemi, rozhodoval penaltový rozstřel. V něm byly úspěšnější týmy Mladé Boleslavi a Jablonce. FK Mladá Boleslav nakonec vyhrála celý turnaj po výhře 3:1 nad Jabloncem. 3. místo si výsledkem 2:0 zajistila Slavia před Teplicemi.

#### 9. ročník
Devátý ročník turnaje byl hrán 26. června 2011 za účasti týmů SK Slavia Praha, FK Baumit Jablonec, FK Mladá Boleslav a FC Hradec Králové. Ze semifinále postoupila Mladá Boleslav, po výhře 1:0 nad Slavií Praha, a FK Baumit Jablonec, po výhře 2:0 nad Hradcem Králové. Titul obhájila FK Mladá Boleslav po penaltovém rozstřelu zápasu, jenž skončil 2:2 v řádné hrací době, a vyrovnala tak turnajový rekord tří triumfů Slavie Praha. V utkání o bronz Slavia podlehla Hradci Králové 0:2.

#### 10. ročník
Jubilejní 10. ročník turnaje s uskutečnil ve složení týmů SK Slavia Praha, FK Baumit Jablonec, FK Mladá Boleslav a FC Slovan Liberec 30. června 2012. Z celkového vítězství se po čtvrté v historii turnaje radovali fotbalisté SK Slavia Praha, kteří v semifinále na penalty vyřadili Mladou Boleslav a ve finále si poradili 2:0 s týmem Jablonce, který  v semifinále porazil Liberec 1:0. Bronz si výhrou 2:0 nad Libercem zajistila Mladá Boleslav.

### Ministerský pohár

#### 1. ročník
Po roční odmlce, s novým jménem, pod patronátem MŠMT a s mezinárodní účastí se 28. června 2014 znovu konal tradiční turnaj v Čelákovicích. Turnaje se zúčastnily týmy SK Slavia Praha, FK Dukla Praha, 1. FK Příbram a nově i slovenský tým ŠK Slovan Bratislava. Slovenský zástupce se radoval z celkového triumfu, když v semifinále porazil na penalty Slavii, a ve finále přemohl 1:0 Duklu, která postoupila přes Příbram po výsledku 2:0. Třetí místo si po výhře 2:0 nad Příbramí zajistila Slavia.

#### 2. ročník
Druhý ročník Ministerského poháru se odehrál 27. června 2015 za účasti úřadujícího šampiona ze Slovenska - ŠK Slovan Bratislava - a dále tradičního účastníka SK Slavie Praha, Zbrojovky Brno a FK Jablonec. V semifinále si Slovan vysokým skóre 4:1 poradil se Slavií Praha, zatímco Jablonec vyřadil se skóre 1:1 Zbrojovku až po penaltovém rozstřelu. Ve finále už však byl Jablonec úspěšnější, porazil Slovan Bratislava 3:2 a po 10 letech slavil na turnaji opět absolutní triumf. V souboji o třetí místo Slavia porazila Brno 2:0.

#### 3. ročník
Dalšího ročníku turnaje se 2. července 2016 účastnila SK Slavia Praha, 1. FK Příbram, FC Slovan Liberec a slovenský tým FC Tatran Prešov.

## Přehled vítězů
| Rok  | Vítěz                | Poražený finalista   | Třetí místo                | Čtvrté místo        |
| 2003 | FK Teplice           | AC Sparta Praha B    | SC Xaverov Horní Počernice | SK Union Čelákovice |
| 2004 | FK Teplice           | SK Union Čelákovice  | AC Sparta Praha B          | FK Mladá Boleslav   |
| 2005 | FK Jablonec 97       | FK Mladá Boleslav    | FK Teplice                 | SK Union Čelákovice |
| 2006 | SK Slavia Praha      | FK Jablonec 97       | FK SIAD Most               | SK Union Čelákovice |
| 2007 | SK Slavia Praha      | FK Mladá Boleslav    | 1. FC Brno                 | SK Union Čelákovice |
| 2008 | FK Mladá Boleslav    | SK Slavia Praha      | 1. FC Brno                 | FK Baumit Jablonec  |
| 2009 | SK Slavia Praha      | 1. FC Brno           | FC Slovan Liberec          | FK Viktoria Žižkov  |
| 2010 | FK Mladá Boleslav    | FK Baumit Jablonec   | SK Slavia Praha            | FK Teplice          |
| 2011 | FK Mladá Boleslav    | FK Baumit Jablonec   | FC Hradec Králové          | SK Slavia Praha     |
| 2012 | SK Slavia Praha      | FK Baumit Jablonec   | FK Mladá Boleslav          | FC Slovan Liberec   |
| 2013 | Turnaj se nekonal    | Turnaj se nekonal    | Turnaj se nekonal          | Turnaj se nekonal   |
| 2014 | ŠK Slovan Bratislava | FK Dukla Praha       | SK Slavia Praha            | 1. FK Příbram       |
| 2015 | FK Jablonec          | ŠK Slovan Bratislava | SK Slavia Praha            | FC Zbrojovka Brno   |
| 2016 | SK Slavia Praha      | FC Slovan Liberec    | 1.FC Tatran Prešov         | 1. FK Příbram       |

## Úspěchy
| Tým                        | Vítězství                        | Druhé místo                | Třetí místo          | Čtvrté místo               |
| -------------------------- | -------------------------------- | -------------------------- | -------------------- | -------------------------- |
| SK Slavia Praha            | 5 (2006, 2007, 2009, 2012, 2016) | 1 (2008)                   | 3 (2010, 2014, 2015) | 1 (2011)                   |
| FK Mladá Boleslav          | 3 (2008, 2010, 2011)             | 2 (2005, 2007)             | 1 (2012)             | 1 (2004)                   |
| FK Baumit Jablonec         | 2 (2005, 2015)                   | 4 (2006, 2010, 2011, 2012) |                      | 1 (2008)                   |
| FK Teplice                 | 2 (2003, 2004)                   |                            | 1 (2005)             | 1 (2010)                   |
| ŠK Slovan Bratislava       | 1 (2014)                         | 1 (2015)                   |                      |                            |
| 1. FC Brno                 |                                  | 1 (2009)                   | 2 (2007, 2008)       | 1 (2015)                   |
| AC Sparta Praha B          |                                  | 1 (2003)                   | 1 (2004)             |                            |
| SK Union Čelákovice        |                                  | 1 (2004)                   |                      | 4 (2003, 2005, 2006, 2007) |
| FK Dukla Praha             |                                  | 1 (2014)                   |                      |                            |
| FC Slovan Liberec          |                                  |                            | 1 (2009)             | 1 (2012)                   |
| SC Xaverov Horní Počernice |                                  |                            | 1 (2003)             |                            |
| FK SIAD Most               |                                  |                            | 1 (2006)             |                            |
| FC Hradec Králové          |                                  |                            | 1 (2011)             |                            |
| FK Viktoria Žižkov         |                                  |                            |                      | 1 (2009)                   |
| 1. FK Příbram              |                                  |                            |                      | 1 (2014)                   |